# Сагыз
Сагыз (каз. Сагыз; устар. Сагиз) — солоноводная река на западе Казахстана. Протекает по Актюбинской и Атырауской областям.
Длина реки составляет 511 км, площадь бассейна 19 400 км². Ширина реки — от 3 до 48 м, глубина от 0,3 до 2 м. Средний расход воды в нижнем течении (в 31 км от устья) — около 2 м³/с. Дно преимущественно песчаное.
Сагыз берёт своё начало на Подуральском плато в месте слияния рек Кызыладыльсай и Даулда. Высота истока — 140 м над уровнем моря.. Оканчивается в 10-12 км южнее солончаков Тентексора на Прикаспийской низменности.
Питание снеговое, дождевое, с преобладанием снегового. Пойма реки открытая, поросшая камышом и местами заболоченная; ширина от 1 до 4 км с многочисленными протоками, пересыхающими руслами и промоинами до 4 м глубиной.
В летний период в верховьях и низовьях пересыхает, разбивается на отдельные плёсы и протоки с солоноватой водой. В ноябре замерзает, вскрывается в конце марта — первой половине апреля. Берега преимущественно пологие, в некоторых местах обрывистые высоток от 2 до 7 м (длиной до 2 км). Сагыз активно используется для орошения.
В истории известна тем, что на реке Сагыз в мае 1614 года произошёл бой отряда русских конных стрельцов в 30 человек, охранявших посольство царя Михаила Фёдоровича к персидскому шаху Аббасу, с отрядом кочевников: «на реке Секиз Карнал на них наехали татаровя человек с 200 и больше, а того подлинно не ведают: калмыки ль, или туркменцы, с ними бились с обеда до вечера». 